# دوايت روس
دوايت روس هو عسكري كندي، ولد في 18 مارس 1907 في وينيبيغ في كندا، وتوفي في 27 سبتمبر 1981 في كينغستون في كندا.